# Драганица
Драга̀ница е село в Северозападна България. То се намира в община Вършец, област Монтана.

## География
Драганица е село в Северозападна България, намира се в община Вършец, област Монтана. Селото е разположено в полите на Предбалкана, на 355 м надморска височина.
През самото село минава река „Коявец“, която извира от Бранището и от „Кременишкин дол“. През турско иго там е имало „кояне“ (клане). Хайдути и турци са се клали в дола.
Пещерата „Гривена дупка“ е разположена на югоизток от с. Драганица до река Шуговица. Тя е много дълбока пещера, разположена във варовикови скали. Вътре има скулптирани два „гривяци“ (гълъби). Дупките (входовете) са две – едната е „топла“ а другата, долната е „студена“ (с течение). От едната дупка се преминава в другата на три-четири места.
Друга известна пещера в този район е пещерата „Душаница“, изследвана през 1979 г. от Алексей Жалов – скален клуб „Алеко“ – град София.
Под селото тече река „Шуговица“ (Шугавица), която извира от баир над съседното село Слатина, за чиито води се твърди, че лекуват болни от „шуга“ (краста). В нея се влива минерална (топла изворна) вода, идваща от с. Слатина. През зимния период на минералния извор местните перат в топлата вода черги и килими.
Върхът „Алексов връх“ или „Чорбаджийски връх“ се намира на североизток от селото. Там са разположени лозята на селяните. На самия му връх има пасище и останки от римска крепост. Той е най-високата точка в землището на село Драганица.
В местността „Ямите“ са намирани останки от сплави топена руда (рудници от римско време). Под Ямите надолу в посока за „Връо“ се намира местността „Килиите“. В тази местност са намирани и скелети на хора (древни погребения).
На север от селото е връх „Кремениш“ с местностите „Водни Бик“ „Сипеите“ (В Големия Кремениш), а „Малкият Кремениш“ е срещу „Булин кладенец“. Водата е изворна каптирана вода. Същата вода е била откарвана по римски тръбопроводи в старото римско селище „Монтиндел“ (което се намира днес между Драганица и Слатина). За „Булин кладенец“ легендите разказват, че една „була“ от село Черкаски идвала в Драганица да си пои коня. Конят бутнал жената във водата и тя се удавила. В нейна чест изворът се нарича „Булин Кладенец“. Преди да се водоснабди с вода по тръбопровод, селото е използвало водите на „Булин кладенец“. Водата му е много студена и има голям дебит.
Върховете „Големи и Мали Кремениш“ са залесени с борова гора чрез бригадирския труд на жените от селото с бригадир Радко през 1959 година. Там растат редки видове диви цветя (кокошчици, кукуряци, синчец, заешка сянка, теменужки, бръшлян, гъби сърнели, лютици) и диви ягоди, срещат се костенурки и охлюви. Срещат се и рисове.

## История
Създадено е през 15. век от Драган, който пристига със семейството си и се заселва в местност малко над сегашното село, която местните хора наричат „Селището“. Легенди разказвани от старите хора в Драганица говорят за още по-ранно създаване на селото. Войници на цар Иван-Шишман след една от последните битки с османските завоеватели се заселват в планината. Години по-късно слизат и основават село Драганица.
В Османските регистри през 1483 г. се споменава село с името Драганче, но историците не могат да установят дали става въпрос за това селище. Първите официални данни за съществуването на Драганица са от 1530 г. вписано в Османските данъчни регистри – BOA, TD 370 Numarali, Muhasebe-I Volayet-I Rum-Ili Defteri- том 1 публикуван в Анкара през 2001 г., като Драганиче, кааза Беркофча. Интересното за този сборен дефтер е, че използва по-стари данни от дефтер с номер BOA, TD 130 от времето на султан Селим I 1512 – 1520 г. През 1666 г. в селото има 20 къщи с българско население немюсюлмани. В статистическия годишник на населението – Tuna Vilayeti Salnames от 1873 г. в селото са преброени 44 домакинства и 385 души немюсюлмани. Интересна история има описана в съдебните сиджили – документи на Видинския административен съд от 1871 и 1872 г. Две телеграми от Халид Ага – ръководител на Берковския съд – Меджлис до Мустафа Али Бей във Видинския административен съд в които се споменава за двама селяни от село Драганица с имена Тодор и Кирко, които са били бити с тояги от заптиетата поради отказ да върнат взети пари на заем от Хаджи Салих Ага. Цялата кореспонденция е запазена, както и свидетелските показания и застъпничеството на Видинските владици Доротей ефенди и бъдещия екзарх Антим I.
По време на своята трета национална обиколка на страната на 30 август 1872 Васил Левски, придружаван от врачанина Мито Анков посещават Берковско. След Освобождението по спомени на баба Гена, жена на даскал Дамян Спасов – Комитата от село Драганица починал през 1876 г.твърди, че Васил Левски е провел събрание в селото в къщата на Дамян Спасов – Комитата.
През 1876 г. под предводителството на дядо Илия Мачов, група от няколко души от село Драганица, решава да подкрепи сражаващата се чета на Христо Ботев във Врачанския Балкан. Стигайки до Враца разбират, че четата е разбита и няколко дни се укриват в черквата „Възнесение“, докато премине стихията на случилото се. В района на селото като безстрашен хайдутин действа и комитата Стамен. Той всявал страх и респект в поробителите. През 19 век, през селото често преминава турски аскер на път от Видин към София. Османците използвали благоприятното местоположение на селото за лагеруване и преспиване в района, преди да потеглят за София. Тогава лагеруващите войници правели много „пакост“ на местните. Принуждавали местните селяни да им приготвят вечеря, притеснявали жените в селото. Комитата Стамен не можел да излезе сам срещу толкова много въоръжени турци и затова измислил начин да ги надхитри. Буйният българин взел катран и едно перо, пътя за селото бил обрасъл с преплетени „лозини“ и на места пътя минавал като в тунел от преплетените „лозини“. Качил се Стамен отгоре и зачакал, появилите се турци били на коне и минавайки под тунела леко се привеждали. Комитата Стамен рискувайки живота си, сложил по една точка катран на фесовете на войниците. Когато поробителите се установили на лагер край селото и се впуснали на грабеж, Стамен хванал един турчин и му казал веднага да се прибират в лагера и да си тръгват от селото за да не им се случи нещо лошо. Казал на турчина, че предишната вечер заедно с дружина смели българи е влязъл в лагера им с намерението да ги изколи всичките, даже в палатката на пашата е бил, но в последния момент се смилил над тях, „И вие деца имате и вие сте тука по служба“. Турчина не повярвал на казаното и казал, че това е невъзможно. Смелият комита Стамен се засмял и казал на турчина, че така е и очаквал, да не повярват и за това на фесовете на всички е поставил по точка катран за доказателство. Пуснал турчина да иде при пашата и да каже какво му е казал българина. Всички турци наравно с пашата били смаяни и уплашени, гледали си белязаните фесове и недоумявали. Пашата казал да се намери Стамен и без да се страхува, че ще му се случи нещо да дойде при него. Показал се Стамен и застанал пред пашата, а турчина обещал повече турски аскер да не прави пакост на селото, всичко което му е необходимо да си заплаща и повече турските власти да не преследват комитата Стамен, турци да не се заселват в Драганица. Така и станало, повече притеснения от турските власти не е имало, а турци никога не са се населявали в село Драганица.
Освобождението на селото от османско владичество става на 02 – 3 ноември 1877 г. от разузнавателния отряд на руския полк. Ковалевски, който имал мисия да разучи пътя от Враца през Черкаски-Драганица-Слатина към Берковица.
През 1908 г. в селото се основава организация на БРСДП (широки социалисти) с ръководител Стамен Иванов и секретар Пенчо Царски. Организацията просъществува до 1934 г. когато е забранена политическата дейност в Царство България след Деветнадесетомайският преврат извършен на 19 май 1934 г. от Политическия кръг „Звено“ и Военния съюз с помощта на армията. Новото правителство начело с Кимон Георгиев (19 май 1934 – 22 януари 1935) отменя Търновската конституция, разпуска Народното събрание и забранява политическите партии и революционните организации.
В Царство България, село Драганица се намира в Берковска Околия, Община Хаджийска Махала / Черкаски /. През 1931 г. за Общински Кмет е избран Стамен Иванов от село Драганица. Стамен Иванов е бил образован и обществено активен Кмет, който поставя началото на прекарването на водопровод и водоснабдяването на Драганица. Така благодарение на Стамен Иванов село Драганица е водоснабдено още в далечната 1932 г.
През 1937 г. се образува ОБЩ ЗЕМЕДЕЛСКИ ПРОФЕСИОНАЛЕН СЪЮЗ (ОЗПС). Обществено-икономическа организация на селските стопани, с Председател Михаил Йосифов и членове – Замфир Дамянов, Георги Найденов, Йордан Господинов и Стамен Иванов.
В селото има находище от медна руда което е използвано през 19 и началото на 20 век. Мината е затворена поради прекратяване на икономическия интерес от по нататъшно експлоатиране. В района на село Драганица съществува и едно от най-големите находища на антрацитни въглища. Разработено е в края на 40-години, с решение на Народното събрание на Народна република България от 2 февруари 1955 г. се гласува бюджета за годината в който се отпускат средства за разширеното разработване на антрацитната мина в село Драганица. В края на 60-те години на века след няколко инцидента в мината, тя престава да съществува и дейността по добиването на въглища е прекратена. Обосновката за закриването на мината е в голямата дълбочина на добиване на въглищата с което се застрашава живота на служителите и инвестициите които трябва да се направят с цел повишаването на безопасността на добива значително надхвърлят възможните печалби.
В Драганица са живели австрийци (саксонци), работници към мината. В началото на века в селото е живяла жена – баба Калица. Тя била вдовица с двама сина, женена повторно за австриец – началник на мината. Днес в селото има голямо количество руси и синеоки хора с арийски вид. Предполага се, че са потомци на саксонците.
В центъра на селото има паметник на загиналите в Балканските войни 1912 – 1913 г., Първата световна война 1914 – 1918 г. открит тържествено на 19 май 1934 г. и паметна плоча на загиналите във Втората световна война 1939 – 1945 г.
В селото има училище – Народно основно училище „Отец Паисий“ от 1897 г. до 1936, а същото от 1937 г. става прогимназия. Училището съществува до 90-те г. на 20 век. Сградата е частна собственост.
От 1944 г. до 1953 г. в селото съществува потребителска кооперация „Светлина“.
През 1958 г. е основано местното ТКЗС.

## Население
| 1880 | 1910 | 1934 | 1946 | 1956 | 1965 | 1975 | 1985 | 1992 | 2001 | 2011 | 2013 | 2021 |
| ---- | ---- | ---- | ---- | ---- | ---- | ---- | ---- | ---- | ---- | ---- | ---- | ---- |
| 502  | 583  | 825  | 1003 | 998  | 969  | 775  | 606  | 494  | 364  | 273  | 233  | 170  |

Стари родове, свързани със село Драганица – Бенци, Василци, Палакарци, Стаменовци, Геновци, Петровци, Ласковци, Кашарци, Копривци, Радишчевци, Станци. През годините много от родовете се преселват в други селища – Крива бара (община Брусарци), Малорад (Врачанско), Лакатник (община Своге), Делиормана, Мадара (Шуменско), Вършец, Берковица, Монтана и Враца.

## Местни имена в землището на селото
{{източник|
Ангеловото, Антовото, Айовица, Айов кладенец, Бабин ръстелник, азницата, Бакьовица, Балтина
стърна, Банова падина, Банчов дол, Барата, Бенски рът, Билото, Бостанете, Бостанище, Бракьов рът, Бранището, Бръгьето, Букова
стърна, Булин кладенец, Буцата, Вакова падина, Василска падина, Вирако, Витлото, Водни бик, Връбако, Връо, Връчешки връх,
Върлата пояна, Геновското, Геновци, Германовото, Големи Кремичар, Горни
край, Градежо, Граничако, Гривена дупка,
Грозгьовица, Грудевец, Гръков дол,
Грънчарницата, Гуцов рът, Дебляко,
Деновото, Димов дол, Димов кладенец,
Димовото лице, Длъбоки дол, Длъга мочур,
Длъги рът, Долни край, Доянов дол,
Драганички връх, Драганички кладенец,
Драгошиница, Драките, Дрено, Друнчовица,
Дуньите, Душковица, Евгеньов кладенец,
Железкова ръчина, Изворо, Калето, Калинина
падина, Каменити рът, Камико, Караджов
растак, Кашарци, Китката, Клено, Кленов
гроб, Ковачев рът, Коевец, Коев кладенец,
Конярнико, Копривци, Коритище, Корията,
Косанов дол, Косанов лещак, Кремениш,
Кременишки дол, Кремичар, Круша, Крушако,
Кръсто, Лав рът, Лал, Ласкова кошара,
Ласковското, Ласковци, Латинско кале,
Ливадището, Лицата, Лозището, Лозята,
Мали Кремениш, Мали Кремичар, Манастирското,
Манчов чукар, Маринков чукар, Матеовото,
Мерчина лоза, Мечов дол, Мильовица, Митов
чукар, Мицовото, Мицовото лице, Монтин
дел, Моравата, Мурджовица, Мусковото
лице, Нински дол, Ниньовски дол, Острио
камик, Палакарски рът, Палакарци, Панички
дол, Панчова падина, Парезяко, Патана
бара, Пачовото, Пачов рът, Песката, Петлов
дол, Петров кръст, Петровски оброк,
Печано бръдо, Плужницата, Пожарако,
Попов дол, Поповото, Потоко, Породин,
Правец, през рътницата, Преслапо,
Пръчовица, Пъдарниците, Рабовица, Радов
дел, Радов дол, Радовска бара, Радушовото
, Решковец, Риите, Ровините, Ръчината,
Саитица, Селището, Сечев рът, Сини вир,
Стаменов кладенец, Стаменов чукар, Станците, Стоянов
рът, Стръмни дол, Стръмольо, Сумерски
дол, Сухата чешма, Тасковите лъки, Тодоров
рът, Трапо, Тутовица, Хасаница, Ходжина
лъка, Цветановото, Цекотанското, Ценов
растак, Церако, Цръковното, Чипова
падина, Чорбаджийската падина, Чорбаджийски
връх, Чукаро, Чукурец, Шилеговица,
Шуговица, Шугла, Шумако, Шуманово, Якова
поляна, Ялов дол, Янчов брег.

## Религия
Средновековната църква „Св. Петка“ се намира в най-високата част на село Драганица, до селските гробища.
Не се знае кога е построена, но според не точно проверени сведения, това е било „около 1660 г.“ Изглежда, че през столетията храмът е претърпял няколко преизграждания. Църквата представлява еднокорабна, едноапсидна постройка с притвор, пристроен в по-късен етап. Покривът е двускатен, дървен, а над откритата нартика от запад има малка камбанария. Стенописи отвътре няма, само тук-там из под варовата боя се забелязват отделни фрагменти, но те са рисувани сравнително късно и нямат особена художествена стойност. Най-голямо впечатление в храма прави иконостасът, изработен през 1869 г., с неговите добре изографисани икони. С течение на годините са доста избледнели и опушени, нуждаят се от реставрация. Църквата създава едно особено настроение, напълно вписващо се с автентичната атмосфера на китното селце Драганица.
Източноправославни
На северозапад от селото и на запад от в. Кремениш е разположен друг висок връх – в. Кръсто. Наименованието си носи от един каменен дялан обреден кръст, служещ за обреди.
На местността Витлото също е имало обреден кръст с подобна големина, където е правена молитва за дъжд в присъствието на свещеник (обичая „Пеперуда“). Клало се е животно (овен) и е правен курбан – чорба за цялото село (традицията се прави и до днес, но се ходи само до Кметството). Едно момиче танцувало украсено с клонки на „пеперуда“ пеейки: „Дай боже дъжд да се роди ръж и кукуруз...“
В селото е известен и обичаят „комичкване“, състоял се преди Великден. Тогава се правели кукли от тесто и се изпичали. Всяко дете вземало по 1 „кукла“ от тесто и ходело на горното течение на реката, „забелязвали си“ залъците от куклите и ги слагали върху керемида с което правели състезание по течението на реката. Който залък спечелел – бил на „кума“. После шествието се насочва към къщата на кума, сваряват вода, начупват хляба и с топла вода и захар се прави „попара“ и се яде (това е и самото „комичкване“).
През 1867 г. на Илия Стоянов от село Драганица във видение на сън от св. Николай му е внушено да отпочне възстановяване на манастирището – Клисурския манастир. Тогавашният берковски митрополит Доротей определя за съратник на Илия Стоянов младият монах Антим с мирско име Александър Дамянов. 

## Редовни събития
Най-важното и традиционно повтарящо се във времето събитие е „Общоселският събор“, провеждащ се на светлия християнски празник „Петков ден“.

## Други
Местният футболен отбор се нарича „Миньор Драганица“. Спонсориран е от Васил Маринов. Отборът има забележителна история, като няколко сезона играеше в Северозападната В футболна група. През сезон 2008/09 отборът играе в Б футболна група, като това се случва за първи път в историята на отбора. Преминаването в професионалния футбол е забележителен успех и гордост за село Драганица.